# 마르코 아멜리아
마르코 아멜리아(이탈리아어: Marco Amelia, Ufficiale OMRI, 1982년 4월 2일 ~ )는 이탈리아의 전 축구선수로, 2006년 FIFA 월드컵 이탈리아 축구 국가대표팀 우승 멤버이다.
아멜리아는 독일에서 개최된 2004년 UEFA U-21 축구 선수권 대회에 이탈리아 대표팀 골키퍼로 참가한 바 있다. 안정감 있는 선방으로 여러 팀의 관심을 받았으며, 2008년에 리보르노를 떠나 팔레르모로 이적하였고, 2009년 제노아로 다시 이적하였다. 그는 2010년 AC 밀란으로 이적하였다. 그는 2015년 10월에 프리미어리그 디펜딩 챔피언 첼시와 시즌 말까지 계약했는데, 넘버 1인 티보 쿠르트와 골키퍼가 장기 부상을 당하자, 3순위 골키퍼로써 영입되었다.